# Centre-ville de Kansas City
Vous pouvez aider à l'améliorer ou bien discuter des problèmes sur sa page de discussion.
- Il ne cite pas suffisamment ses sources. Vous pouvez indiquer les passages à sourcer avec {{référence nécessaire}} ou {{Référence souhaitée}}, et inclure les références utiles en les liant aux notes de bas de page. (Marqué depuis avril 2024)
- Son contenu est rédigé entièrement ou presque à partir d'une seule source. N'hésitez pas à modifier cet article pour améliorer sa vérifiabilité en apportant de nouvelles références dans des notes de bas de page. (Marqué depuis avril 2024)
- Certaines informations devraient être mieux reliées aux sources mentionnées dans la bibliographie ou les liens externes. Améliorez sa vérifiabilité en les associant par des références. (Marqué depuis avril 2024)
- Il ne s’appuie pas, ou pas assez, sur des sources secondaires ou tertiaires. (Marqué depuis avril 2024)

- Archive Wikiwix
- Bing
- Cairn
- DuckDuckGo
- E. Universalis
- Gallica
- Google
- G. Books
- G. News
- G. Scholar
- Persée
- Qwant
- (zh) Baidu
- (ru) Yandex
- (wd) trouver des œuvres sur Wikidata

Le centre-ville de Kansas City (Downtown Kansas City) est le quartier central des affaires (CBD) de Kansas City, dans l'État américain du Missouri. En mars 2012, Dowtown Kansas City a été choisi comme l'un des meilleurs centres-villes des États-Unis par le magazine  Forbes pour sa culture riche en arts, de nombreuses fontaines, boutiques de luxe et diverses spécialités locales, notamment le barbecue.

## Démographie
En 2010, Downtown Kansas City abrite 22 576 résidents permanents et 14 240 logements. En 2000, la population était tombée à 10 000 personnes pour 7 330 logements. Il y a actuellement 2 649 unités d'habitation prévues pour la construction au centre-ville. En 2005, Downtown Kansas City avait une densité d'environ 2 169 habitants par kilomètre carré, sur une superficie de 7,8 km2. Selon les rapports du marché local, des maisons du centre-ville environ 1,9 million de mètres carrés d'espace de bureau. Cependant, la vacance de cet espace est environ de 15 %. En centre-ville, il y a aussi environ 1 190 000 m2 d'espace de bureau de catégories A et B, avec un taux d'inoccupation de 15,9 %. Plus de 100 000 salariés travaillent dans le centre-ville.
Downtown possède 5 606 chambres d'hôtel, soit 22,5 % du total de chambres d'hôtel dans la région métropolitaine. Le taux d'occupation moyen de ces chambres est d'environ 56,5 %. Actuellement, environ 260 000 m2 d'espace de bureaux sont en construction au centre-ville de Kansas City. Les investissements actuels pour le réaménagement du centre-ville ont dépassé les 6 milliards de dollars.